# ووتر سيغرس
ووتر سيغرس هو دراج بلجيكي، ولد في 28 مارس 1996.